# British Empire Games 1930/Boxen
Die 1. Boxwettkämpfe der Herren bei den British Empire Games wurden vom 16. August bis zum 23. August 1930 in der kanadischen Stadt Hamilton ausgetragen. Insgesamt wurden 23 Medaillen in acht Gewichtsklassen vergeben.

## Medaillengewinner
| Klasse                        | Gold                     | Silber                      | Bronze                  |
| ----------------------------- | ------------------------ | --------------------------- | ----------------------- |
| Fliegengewicht (– 50,8 kg)    | Jacob Smith Südafrika    | Tommy Pardoe England        | Ross Galloway Kanada    |
| Bantamgewicht (– 53,5 kg)     | Harry Mizler England     | Tommy Holt Schottland       | John Keller Kanada      |
| Federgewicht (– 57,2 kg)      | Freddie Meachem England  | Lawrence Stevens Südafrika  | Alex Lyons Schottland   |
| Leichtgewicht (– 61,2 kg)     | James Rolland Schottland | Cosmos Canzano Kanada       | Albert Love England     |
| Weltergewicht (– 66,7 kg)     | Leonard Hall Südafrika   | Howard Williams Kanada      | Frank Brooman England   |
| Mittelgewicht (– 72,6 kg)     | Fred Mallin England      | Dudley Gallagher Australien | Ernest Peirce Südafrika |
| Halbschwergewicht (– 79,4 kg) | Joe Goyder England       | Al Pitcher Kanada           | Joey Basson Südafrika   |
| Schwergewicht (+ 79,4 kg)     | Vincent Stuart England   | William Skimming Kanada     | –                       |

## Medaillenspiegel
| Rang | Land       | Gold | Silber | Bronze | Gesamt |
| ---- | ---------- | ---- | ------ | ------ | ------ |
| 1    | England    | 5    | 1      | 2      | 8      |
| 2    | Südafrika  | 2    | 1      | 2      | 5      |
| 3    | Schottland | 1    | 1      | 1      | 3      |
| 4    | Kanada     | 0    | 4      | 2      | 6      |
| 5    | Australien | 0    | 1      | 0      | 1      |
|      | Gesamt     | 8    | 8      | 7      | 23     |